# Tomás Orts-Ramos
Tomás Orts-Ramos, (Benidorm (Alacant), 1866 – Barcelona, 16 de gener, 1939), fou un un escriptor, periodista i crític taurí valencià. Era germà del també escriptor i periodista Ramón Orts-Ramos i oncle de l'escriptor i periodista Tomás Orts Climent.

## Biografia
Va cursar primer ensenyament al Col·legi dels Pares Jesuïtes d'Oriola. Traslladat a Madrid, allí va fundar i va dirigir El Latigo (1889/90), havent col·laborat anteriorment en diversos diaris d'Alacant. El 1894 va passar a Barcelona, ingressant a la redacció de La Vanguardia; després va dirigir La Semana Còmica i el diari Gil Blas, de Barcelona.
A l'any següent va marxar a la República Argentina, on va ser redactor dEl Correo Español, de Buenos Aires, i enviat per aquest diari a Cuba, en 1896, com a corresponsal de guerra, va romandre allí un any. El 1897 va tornar a Barcelona, i va pertànyer a les redaccions de Las Noticias, primer, i després d'El Noticiero Universal. El 1898 va passar a París com a director d'una agència telegràfica, el 1899 va anar a Madrid i va succeir Jacinto Benavente en la direcció de La Vida Literària, i de tornada, a Barcelona, va col·laborar en diverses revistes i diaris de la ciutat comtal i Madrid. El 1909 era redactor de La Premsa, de l'Havana, i va tornar a Espanya com a corresponsal del Diario de la Marina a València. El 1919 era redactor de El día Gráfico de Barcelona.
Va publicar El primer torero Lagartijo (1887), Recortes y galleos (Alacant, 1888), Dramas del toreo (1889), Necrologia taurina (1889), Los reyes del toreo (Barcelona y Madrid, 1911/15), Arte de ver los toros (Barcelona, 1912), Los crimenes del gallismo (Madrid, 1915), Chistes taurinos (Barcelona, 1917) i las novel·les Una Història vulgar (Barcelona, 1892), Todo por nada (Madrid, 1894), La alegria de amar (Barcelona, 1903), Eróticos y sentimentales (Madrid, 1900), El implacable amor (Barcelona, 1905), La perfecta querida (Barcelona, 1902), i Confesiones de mujeres (Barcelona, 1904.
Va traduir nombroses obres de l'anglès, francès i italià, entre aquestes las de Gabriele d'Annunzio, que donà a conèixer a Espanya, com així-mateix les de Stendhal.